# Granulina gofasi
Granulina gofasi is een slakkensoort uit de familie van de Marginellidae. De wetenschappelijke naam van de soort is voor het eerst geldig gepubliceerd in 1996 door Smriglio & Mariottini.